# Vörös-Horvátország

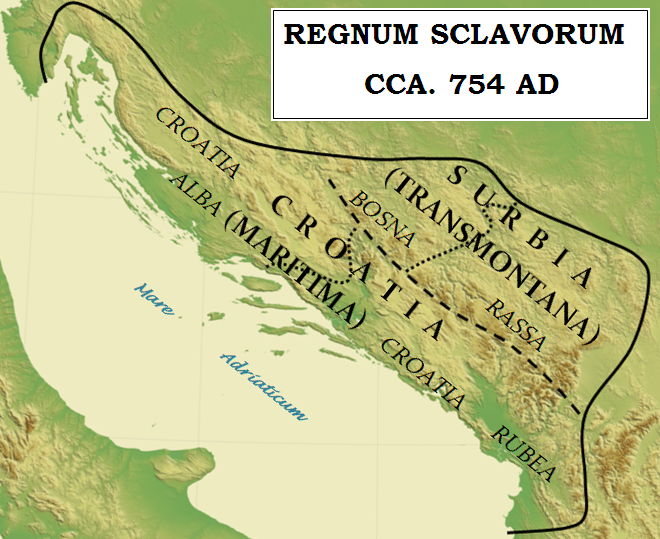
Svatopuk király királysága a dukljai pap leírása alapján 754. körül.

Vörös-Horvátország (horvátul: Crvena Hrvatska, latinul: Croatia Rubea). Néhány régebbi történelmi forrásban ez a neve a Cetina folyótól Vloráig, valamint a szárazföld belsejében a Piva, Morača, Zeta és Tara folyók mellékéig terjedő területnek. A terület központi részét Duklja, Zahumlje, Travunia területe képezi, Raška egyes részeivel és a mai Észak-Albánia területével. A „vörös” (déli) jelző a „fehér” (északi) Horvátország földrajzi ellentéte. Itt a megjelölés forrása a dukljai pap krónikája, mely annak a régi hagyománynak a szellemében íródott, hogy az ismert világ részeit színekkel jelölték.
A szlávok által lakott, az Isztriától az albániai Vloráig terjedő területeket 753-ban a duvanji szábor két horvát igazgatási egységre osztotta fel: az isztriai Rasa folyótól a mai Cetina folyóig húzódó Fehér (nyugat) Horvátországra, illetve a dalmáciai Cetinától Vloráig és az albániai Himara-hegységig húzódó Vörös (déli) Horvátországra. A duvanji szábor Vörös Horvátországot szintén több tartományra osztotta fel: Zahumlje, Travunja, Duklja és Ilirik tartományokra. Ettől kezdve ezek a többé-kevésbé összekapcsolt tartományok egy ideig egyetlen állami entitást alkottak.
A régebbi történetírásban ezt a nevet Dél-Horvátország egész területére is használták, mely Omištól a déli határokig terjedt. Vörös Horvátország problematikájával egyes horvát történészek (Vjekoslav Klaić, Nikola Zvonimir Bjelovučić, Vladimir Košćak, Dominik Mandić stb.) sokat foglalkoztak, és műveik gyakran politikai felhangokkal voltak terhelve.  Klaić szerint Vörös Horvátország Nemanjić dinasztia uralmáig önálló politikai egység volt, Ferdo Šišić szerint egy horvát nevet viselő embercsoport élt Dukljában. Nikola Radojčić szerint a szerb fennhatóság alatt álló vegyes szláv lakosságú övezet elnevezésének okait abban kell keresni, hogy a bizánci írók a horvátokat a szerbekkel azonosították, Mandić szerint pedig Duklja a Horvát Királyság szerves részét képezte.
Meg kell még említeni, hogy a mai Ukrajna területén egykor volt kora középkori Vörös Horvátországról is többször értekezik a tudományos közösség.

## A dukljai pap krónikája
A 12. századi krónika Vörös-Horvátországról szóló részének lényege, hogy az Adriai-tengertől a Drináig,  a Száváig és Šar-hegységig terjedő terület kezdetben egy szláv király uralma alatt állt. Ezt a szláv királyságot (latinul Regnum Sclavorum) később két részre osztották: Primorje (latinul Maritima) és Surbija (latinul Surbia), vagy Zagorje (latinul Transmontana) részekre. A Duvanj-mezei gyűlésen Svatopuk király a Tengermelléket (Primorje) két tartományra osztotta: Fehér Horvátországra vagy Alsó-Dalmáciára (latinul Croatia Alba, quae et inferior Dalmatia) és Vörös-Horvátországra vagy más néven Felső-Dalmáciára (latinul Croatia Rubea, quae et Superior Dalmatia).
A dukljai pap krónikájának XI. fejezete szerint Fehér- és Vörös-Horvátország Trpimir herceg uralkodása alatt a duvanji szábor felosztása alapján így nézett ki:

### Fehér-Horvátország
„Ezek után a kiváltságok tartalma szerint, melyeket felolvasott a népnek, felosztotta királysága tartományait, területeit, határait és régióit, a vizek áramlása szerint: a hegyekből délre a tengermelléki oldalon a tengerbe ömlő vizek menti területeket Horvátországnak, míg a hegyekből az északi oldalra, a nagy Dunába ömlő vizek menti területeket Szerbiának nevezte. Ezután a tengerpartot is kettéosztotta: Vinodolt amelyet Alsó-Dalmáciának is neveznek Fehér Horvátországnak nevezte.”

### Vörös-Horvátország
„A Dalmácia említett helyétől egészen Bamblona városáig (amit ma Durresnek hívnak) terjedő területet, amit Felső-Dalmáciának is neveznek Vörös-Horvátországnak nevezte. és mint Alsó-Dalmáciában, megalapította a szaloniták templomát, mint metropoliát. Ugyanígy Felső-Dalmáciában a dukljai templomot az ősi törvények szerint metropoliaként szervezte meg.”
A két Dalmácia fogalma, amelyet a dukljai pap délen egy kis hibával határozott meg, az ő idejében még élt. Vörös Horvátországról a pap azt mondja, hogy a következő városok találhatók benne: Kotor, Budva, Bar, Ulcinj, Shkodra, Trebinje, Pilot stb., valamint a következő területekre terjedt ki: Hum, Trebinje, Podgorje és Zeta. A pap a kezdetektől leírja, hogyan alakult ki Vörös Horvátország, és egész munkájában folytatja múltjának, egyes eseményeinek és személyiségeinek bemutatását és leírását. Fehér Horvátországot egyébként csak néhány helyen említi, Raškához még ritkábban nyúl. Vörös-Horvátország ábrázolása a 450-től 1150-ig tartó időszakot öleli fel, vagyis a szlávok ideérkezése előtti időktől egészen Nemanjić dinasztia uralmáig.

## Andrea Dandolo és Mauro Orbini leírása
Andrea Dandolo velencei dózse (1343-1354), a Velencei Köztársaság legkiválóbb krónikása két könyvet is írt Velence történetéről, melyek a Dalmácia és Horvátország történetét is érintik. „Chronicon venetum” című művében, amelyet ma is eredetiben őriznek a velencei Szent Márk könyvtárban Horvátország felosztásáról is említést tesz. A mű nagyon értékes részleteket közöl a horvát nép legrégebbi múltjáról. A szerző ehhez a velencei dogék levéltárából és különféle, előtte írt munkákból használt fel forrásokat. Dandolo így ír a duvanji horvát parlamentről és a horvát területek felosztásáról:
„Svetopulk, Dalmácia királya, akit a Duvanji-mezőn koronázták meg négy részre osztotta Dalmácia királyságát. A Duvanji mezőtől Isztriáig terjedő területet Fehér Horvátországnak nevezte; ettől a mezőtől Durrësig (Albániában) terjedő területet Vörös Horvátországnak; a Drina folyótól Macedóniáig tartó hegyvidéket Raškának, ettől a folyótól tovább pedig Boszniának nevezte. A maiak az egész partvidéket Dalmáciának, a hegyvidéket pedig Horvátországnak nevezik”.
Dandolo leírása közel áll a dukljai pap krónikájához, de nem közvetlenül a krónika jól ismert kiadásából másolták át. A legfontosabb hír, amit Dandolo a szövegében közöl, az az, hogy Zagorjét nem „Surbiának”, hanem Horvátországnak hívják. Dandolo kihagyja a Surbia nevet, és azt mondja, hogy az ő idejében Zagorjét, azaz Boszniát Horvátországnak hívták, és ezért a horvát földek szerves részét képezte.
Mauro Orbini 1601-ben adott ki olasz nyelvű könyvet „Il regno degli Slavi” címmel. Orbini nemcsak a dukljai pap krónikáját használta fel, hanem sok más, később elveszett forrást is. Megemlíti a Fehér  és Vörös Horvátországra való felosztást (Croazija Alba, Croazija Rossa).